# Colobochyla saalmulleralis
Colobochyla saalmulleralis är en fjärilsart som beskrevs av Pierre E.L. Viette 1954. Colobochyla saalmulleralis ingår i släktet Colobochyla och familjen nattflyn. Inga underarter finns listade i Catalogue of Life.